# Timofiej Kucewałow
Timofiej Fiodorowicz Kucewałow, ros. Тимофей Фёдорович Куцевалов (ur. 26 grudnia 1903?/8 stycznia 1904 w Iwanowce, zm. 6 stycznia 1975 w Moskwie) – radziecki wojskowy, generał porucznik lotnictwa, pilot myśliwski, Bohater Związku Radzieckiego.

## Życiorys
Urodził się we chutorze Iwanowka, rejonie werchniodieprowskim obwodzie dniepropetrowskim w rodzinie chłopskiej, był narodowości ukraińskiej. W wieku 6 lat przeprowadził się wraz z rodzicami do wsi Orłowka w obwodzie omskim, gdzie ukończył szkołę wiejską w 1917 roku. Po ukończeniu szkoły pracował jako posłaniec na kolei w Omsku, a następnie w latach 1921–1925 jako mechanik na polach naftowych w rejonie Groznego. Tam też ukończył szkołę zawodową w 1925 roku.
W 1926 roku został powołany do Armii Czerwonej i skierowany do lotnictwa. W 1927 roku ukończył wojskowo-teoretyczną szkołę sił powietrznych w Leningradzie, a następnie 1 Wojskową Szkołę Pilotów. Następnie pełnił służbę jako pilot myśliwskim w oddziałach lotniczych Woroneskiego Okręgu Wojskowego.
W 1931 roku został dowódcą eskadry i następnie samodzielnego oddziału lotniczego. W okresie od sierpnia do października 1937 roku pełnił obowiązki dowódcy 101 Brygady Lotniczej, a następnie 73 Brygady Lotniczej. W czerwcu 1938 roku został dowódcą 22 Pułku Lotnictwa Myśliwskiego, a w kwietniu 1939 roku został dowódcą 23 Mieszanej Brygady Lotniczej w Zabajkalskim Okręgu Wojskowym. Jako dowódca tej brygady brał udział w walkach nad Chałchin-Goł. W lipcu 1939 roku został dowódcą 56 Pułku Lotnictwa Myśliwskiego, dalej brał udział w walkach z wojskami japońskimi. W czasie tych walk stoczył 19 walk powietrznych, w trakcie których zestrzelił 4 samoloty japońskie samodzielnie i 5 samolotów wspólnie z innymi pilotami oraz wykonał 17 lotów szturmowych na oddziały lądowe. W dniu 17 listopada 1939 roku za wykazane bohaterstwo i umiejętne dowodzenie w czasie walk z wojskami japońskimi w rejonie Chalchyn gol został wyróżniony tytułem Bohatera Związku Radzieckiego.
Od 7 września 1939 roku do lipca 1940 roku był dowódcą sił powietrznych 1 Grupy Armijnej Armii Czerwonej stacjonującej w Mongolii, a następnie został dowódcą lotnictwa Zabajkalskiego Okręgu Wojskowego. W czerwcu 1941 roku został dowódcą lotnictwa Leningradzkiego Okręgu Wojskowego.
Po ataku Niemiec na ZSRR został dowódcą sił powietrznych Frontu Północno-Zachodniego, którymi dowodził w czasie walk na terenie republik nadbałtyckich. W maju 1942 roku został dowódcą 1 Armii Lotniczej, utworzonej na bazie sił powietrznych Frontu Zachodniego. W czerwcu 1942 roku odwołany ze stanowiska dowódcy armii, pozostawał w dyspozycji dowódcy lotnictwa Armii Czerwonej. W sierpniu 1942 roku został dowódcą 12 Armii Lotniczej, która ochraniała granice ZSRR na Dalekim Wschodzie. Armią ta dowodził do lipca 1945 roku i nie brał już udziału w walkach.
W lipcu 1945 roku został szefem wydziału sił powietrznych Radzieckiej Administracji Wojskowej w Niemczech. We wrześniu 1947 roku został komendantem Wyższych Oficerskich Lotniczo-Taktycznych Kursów Sił Powietrznych w Taganrogu.
W 1952 roku ukończył Wyższy Kursu Dowódców przy Wyższej Akademii Wojskowej im. Woroszyłowa, a następnie został dowódcą sił powietrznych Uralskiego Okręgu Wojskowego. W czerwcu 1955 roku został zastępcą przewodniczącego DOSAAF do spraw lotnictwa, funkcję tę sprawował do września 1959 roku.
We wrześniu 1959 roku przeniesiony do rezerwy, mieszkał w Moskwie, gdzie zmarł. Pochowany na cmentarzu Nowodziewiczym

### Awanse
- generał major (4 czerwca 1940);
- generał porucznik (29 października 1941).

### Odznaczenia
- Medal "Złota Gwiazda" Bohatera Związku Radzieckiego (17 listopada 1939)
- Order Lenina (dwukrotnie)
- Order Czerwonego Sztandaru (czterokrotnie)
- Order Wojny Ojczyźnianej I kl.
- Order Suche Batora
- Order Czerwonego Sztandaru (Mongolia)